# Hrabstwo Dale

Piramida wieku hrabstwa

Dale – hrabstwo w stanie Alabama w USA. Populacja liczy 50 251 mieszkańców (stan według spisu z 2010 roku).
Powierzchnia hrabstwa to 1457 km² (w tym tylko 4 km² stanowią wody). Gęstość zaludnienia wynosi 34,5 osoby/km².

## Miejscowości
- Ariton
- Clayhatchee
- Daleville
- Grimes
- Level Plains
- Midland City
- Napier Field
- Newton
- Ozark
- Pinckard